# Duhutcyatikadu
Duhutcyatikadu (Deer-eaters), naziv za jedno od sjevernopajutskih bandi ili plemena koji su živjeli na jezerima Summer Lake i Silver Lake u Oregonu.
Ime dolazi, kao i kod većine ostalih pajutskih skupina, po glavnom izvoru hrane, u njihovom sličaju to je jelen.